# Jurij Martyszczuk
Jurij Wasylowycz Martyszczuk, ukr. Юрій Васильович Мартищук (ur. 22 kwietnia 1986 w Kołomyi, w obwodzie iwanofrankowskim) – ukraiński piłkarz, grający na pozycji bramkarza.

## Kariera piłkarska

### Kariera klubowa
Wychowanek Szkoły Sportowej nr 21 w Iwano-Frankiwsku. W 2003 został piłkarzem Spartaka Iwano-Frankiwsk, ale rozpoczął karierę piłkarską w farm-klubie Łukor Kałusz, który później zmienił nazwę na Prykarpattia Kałusz. W 2005 Spartak przez kłopoty finansowe był zmuszony sprzedać utalentowanego bramkarza. W latach 2005–2008 był podstawowym bramkarzem Karpat Lwów, ale później przez niepewną grę został przeniesiony do drugiej drużyny Karpat. W czerwcu 2010 podpisał 4-letni kontrakt z Zorią Ługańsk. 10 sierpnia 2012 za obopólną zgodą kontrakt został anulowany, a już 13 sierpnia 2012 podpisał nowy kontrakt z Czornomorcem Odessa. 1 lipca 2015 opuścił odeski klub.

### Kariera reprezentacyjna
W latach 2004–2007 występował w juniorskiej i młodzieżowej reprezentacjach Ukrainy.

## Sukcesy i odznaczenia

### Sukcesy klubowe
- wicemistrz Pierwszej lihi Ukrainy: 2006